# Rebelião do Xeque Saíde
A rebelião do Xeque Saíde foi uma rebelião organizada por membros do clero do povo zaza e um grupo de soldados Hamidieh curdos (o chamado 'grupo Azadî'), em 1925.

## Contexto
Os Azadî eram dominados por oficiais do antigo Hamidiye, uma milícia tribal curda fundada sob o Império Otomano, para lidar com os armênios e manter os Qizilbash sob controle. De acordo com relatórios de inteligência britânicos, os oficiais Azadî tinham onze reivindicações; além das inevitáveis exigências culturais curdas e reclamações de maus-tratos por parte dos turcos, a lista também detalhava o medo da iminência de deportações em massa dos curdos. Além disso, registrou-se também o incômodo pelo fato do nome Curdistão não aparecer em mapas, das restrições sobre o idioma curdo e sobre a educação dos curdos, além do que era visto como uma exploração econômica dos turcos sobre as áreas consideradas curdas.
Foi o xeque Saíde Pirane que supostamente teria convencido os comandantes Hamidiye a apoiar a luta pela independência curda. Oficiais curdos teriam expressado seus objetivos em novembro de 1924 como sendo liberar os curdos da opressão turca, e dar-lhes liberdade e oportunidade de desenvolver seu próprio país:
"Alguns de vocês usaram como pretexto para se revoltar o abuso da administração governamental; outros invocaram a defesa do califado, porém todos estão unidos num ponto: criar um Curdistão independente."— Presidente do tribunal militar que condenou os rebeldes, em 28 de junho de 1925